# طبقة مادية

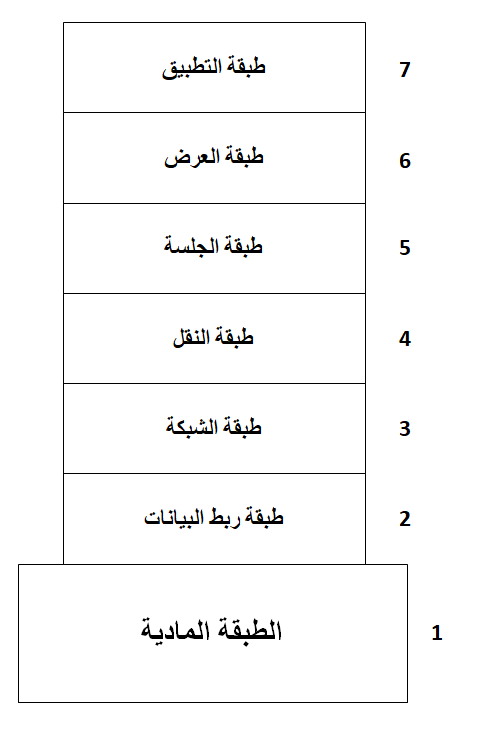
الطبقة المادية في نموذج الاتصالات المعياري.

في شبكات الحاسب، الطبقة المادية أو الطبقة الفيزيائية أو الطبقة الأولى (بالإنجليزية: Physical Layer)‏ هي أدنى طبقة في نموذج الاتصال المعياري (OSI).

## وظائف الطبقة المادية
هناك عدد من الوظائف التي تقوم بها الطبقة المادية وهي كما يلي
- التركيز على إرسال البيانات على شكل أرقام ثنائية (Bits)خلال وسط الاتصال بغض النظر عن المعنى الحقيقي لهذه الأرقام الثنائية.أي أن الطبقة المادية تضع القواعد التي تمكنها من التأكد من أنها إذا أرسلت الرقم الثنائي 1 خلال وسط الاتصال فإنه سوف يصل إلى المستقبل كرقم 1 وليس صفراً.
- تعريف تشكيل وسط الاتصال (Transmission Media Topology)وتعني الشكل الفيزيائي لوسط الاتصال.هناك عدد من الأنواع مثل تشكيل القافلة (bus) أو تشكيل النجمة (Star) أو تشكيل الحلقة (Ring) وغير ذلك.
- تحديد الموصفات الكهربائية والميكانيكية لاستخدام وسط الاتصال.مثال ذلك تحديد نوعية الأفياش التي تعمل مع كل نوع من أنواع وسائط الاتصال
- كيفية نقل البيانات كإشارة رقمية (Digital Signal)أو كاشارة تماثلية (Analog Signal).لكي يعرف المستقبل هل الإشارة الكهربائية المرسلة هي القيمة 1 أو القيمة صفر يجب تضمين أو ترميز الإشارات بحيث تمثل البيانات.هذه العملية تسمى بالتضمين أو ترميز الإشارات (Modulation or Encoding).هناك عدد من الطرق حسب نوع الإشارة:Unipolor،Polar،Return-to-Zero،Return-to-Zero-Non،Manchester.وDifferential Manchesterإذا كانت الإشارة رقمية فيمكن تضمينها بعدة طرق منها:Amplitude shift keying (ASK). frequency shift keying (FSK)،phase shift keying(PSK)

الشكل رقم (4.5) يوضح عملية الترميز أوالتضمين في أشهر شبكتين محليتين وهما الإيثرنت وToken Ring.تستخدم الأولى ترميزManchester والثاني Differential.
- كيفية توصيل الاجهزة إلى وسط الاتصال. يمكن توصيل أي جهازيين بكيبل مباشر بينهما (Point-to-Point)مثل تشكيل النجمة أو مشاركة أكثر من جهازيين في نفس الكيبل (Multi-point connection) مثل تشكيل القافلة.سيتم شرح هذين التشكيلين في هذا الفصل.
- تحديد آلية التزامن (Synchronization) بين المرسل والمستقبل. هذه الآلية تعني تحديد طريقة معينة تمكن المستقبل من معرفة الوقت الذي يستطيع فيه قياس الإشارة الكهربائية لتحديد ما إذا كانت قيمتها صفراً أو واحداً.

هناك نوعان من الطرق: الإرسال الغير متزامن (Transmission Asynchronous)والإرسال المتزامن (Synchronous Transmission).
-	تحديد كيفية استخدام سعة وسط الاتصال (Transmission Media Bandwidth) فمثلا، إذا كان وسط الاتصال يتحمل إرسال بسرعة 10ميغابت بالثانية، فيمكن استخدام هذه السرعة كاملة أو تقسيمها مثلا إلى قناتين كل واحدة منها 5ميغابت بالثانية. أيضا، إذا كان وسط الاتصال يدعم الموجات الكهرومغناطيسية بترددات من ميغاهيرتز 1الى 10 جيجاهيرتز فيمكن إنشاء عدد من القنوات بحيث ترسل القناة الأولى على 1 ميغا هيرتز والثانية على 10 ميغاهيرتز والثالثة 100 ميغاهيرتز والرابعة على 1 جيجاهيرتز وهكذا.

## طرق تقسيم قنوات الاتصال
أحد أهم وظائف الطبقة المادية هي تحديد آلية أو تقنية لتقسيم قناة الاتصال بين عدة أجهزة. هذه التقنية تعرف بMultiplexing.الجهاز الذي يقوم بهذه العملية يسمى Mux اوMultiplexer.تمكن هذه الطريقة من توصيل عدة اجهزة على نفس وسط الاتصال بحيث جميع الاجهزة ترسل في نفس الوقت. الشكل رقم (4.6)يوضح هذه الطريقة.هناك طريقتان لتطبيق تقنية Multiplexing :
- طريقة Baseband :

وتعني الاستخدام الكامل للسعة حيث يتم تمثيل البيانات رقميا (Digital Signals)أو تماثليا (Analog Signal)ولكن الرقمي أكثر شهرة.لتقسيم السعة لأكثر من قناة يمكن استخدام تقنية (Time Division Multiplexing- TDM) سيتم شرح هذه التقنية لاحقا في هذه الوحدة.
-	
- طريقة Broadband:

وتعني تقسيم السعة إلى عدد من القنوات حيث يتم تمثيل البيانات تماثليا (Analog Signal). لتقسيم السعة لأكثر من قناة يمكن استخدام تقنية (Frequency Division Multiplexing- FDM)، والتي سيتم شرحها لاحقا في هذه الوحدة

## تقنيات تقسيم قنوات الاتصال
يمكن تقسيم قنوات الاتصال باستخدام التقنيات التالية:
- تقسيم سعة القناة باستخدام عدة ترددات FDM

في هذي الطريقة (Frequency Division Multiplexing) لكل جهاز مربوط على وسط الاتصال (Transmission Media Bandwidthاستخدام هذه الطريقة في شبكات الحاسب الآلية المبنية على Broadband لأكثر من جهاز حاسب آلي أن يرسل في نفس الوقت.
- تقسيم سعة القناة إلى فترات زمنية ثابتة TDM

في هذه الطريقة يتم تقسيم القناة إلى عدد من الفترات الزمنية (Time Slots عدد من الأرقام الثنائية (0او1)ل فترة زمنية كما هو موضح في الشكل رقم (4.8)
يتم تعيين فترة زمنية لكل جهاز مربوط. إذا لم يرسل الجهاز في الفترة الزمنية المخصصة له فان هذه الفترة تترك خالية ولا يستطيع أي جهاز آخر أن يستفيد منها. يتم استخدام هذه الطريقة في شبكات الحاسب الآلي المبنية على تقنية (Baseband حيث يمكن لأكثر من جهاز آلي أن يرسل في نفس الوقت.
شبكات المنطقة الشخصية اللاسلكية (WPAN) المبنية على بروتوكول (Bluetooth) تستخدم تقنية (TDM) لضبط عملية الاتصال بين الجهاز المركزي وبقية أجهزة الشبكة.
- تقسيم سعة القناة حسب الطلب إلى عدد من الفترات الزمنية (Time Slots):

لتجاوز العيب الموجود في طريقة (TDM) المتمثل في عدم الاستفادة من الفترات الزمنية المخصصة للأجهزة التي لا ترسل في لحظات معينة، يمكن استخدام طريقة (Statistical Time Division Multiplexing)
، حيث يتم تحديد الفترات الزمنية حسب الطلب. أي جهاز مربوط يستطيع أن يطلب عدد من الفترات الزمنية حسب احتياجه ومن ثم يرسل بياناته كما هو موضح في الشكل رقم (4.9). حيث الجهاز C طلب ثلاث فترات زمنية متتالية.

## تحديد الأنواع المختلفة لتشكيلات الكيبل (Topology)
أحد أهم وظائف الطبقة المادية هي تحديد تشكيلات الكيبل أو الشكل المادي لوسط نقل البيانات وكيف يمكن ترتيب أجهزة الاتصال على الكيبل هناك تأثير كبير لتشكيلات الكيبل على أي شبكة:
- تحدد تشكيلات الكيبل نوعية الأجهزة التي يمكن ربطها.
- تحدد تشكيلات الكيبل نوعية الكيبل الممكن استخدامه.
- تحدد تشكيلات الكيبل كيفية تمرير الكيابل داخل السطوح وفي الأسقف والجدران.
- تحدد تشكيلات الكيبل كيف يمكن لأجهزة الحاسب الآلي أن تتصل مع بعضها البعض.

هناك أنواع أساسية لتشكيلات الكيبل تعتبر أصل أي نوع آخر.
الأنواع الأساسية هي: تشكيل القافلة وتشكيل النجمة وتشكيل الحلقة.سيتم التعرف على شكلها ومميزاتها وعيوب كل منها في الفقرات التالية.

## تشكيل القافلة (Bus Topology)
تستخدم كيبل محوري واحد فقط (Coaxial Cable) يسمى (Backbone) حيث يتم توصيل الحاسبات الآلية مباشرة إليه باستخدام أفياش من نوع T. في نهاية الكيبل يتم وضع نهايات (Terminators) تقوم بإزالة الإشارة الكهربائية من الكيبل بعدما تكون قد وصلت إلى جميع الحاسبات الآلية المربوطة بالكيبل. الكيبل يعتبر وسطا غير نشط (Passive) بحيث تكون أجهزة الحاسب الآلي غير مسئولة عن نقل الإشارة من حاسب آلي إلى حاسب آلي آخر.تنتقل الإشارة الكهربائية من الحاسب الآلي إلى الكيبل باتجاهين وعندما تصل إلى نهاية الكيبل تقوم النهايات بامتصاصها.الشكل رقم (4.10) يوضح هذا النوع من تشكيلات الكيبل.يمكن لجهاز الحاسب آلي واحد فقط أن يرسل في نفس الوقت.ولكن جميع أجهزة الحاسب الآلي يمكن أن تستقبل الإشارة.هذه الكيفية في الإرسال لها تاثيراً كبيراً على أداء الشبكة خاصة إذا كان عدد أجهزة الحاسب الآلي كبيراً.
- من أقدم أنواع التشكيلات حيث يعتبر معياراً تم استخدامه لفترة طويلة
- سهل التركيب
- يحتاج إلى كمية قليلة من الأسلاك

عملية زيادة طول الكيبل تعتبر عملية سهلة حيث يمكن استخدام توصيلة (BNC Barrel Connector)
أو جهاز معيد (Repeater)
- أكبر عيوب هذا النوع من تشكيلات الكيبل هو صعوبة تحديد الأعطال لأن جميع الأجهزة مربوطة على نفس الكيبل
وبالتالي لايمكن معرفة الجهاز الذي سبب العطل.أيضا، محاولة معرفة الجهاز الذي يسبب العطل عملية ليست بالسهولة (Troubleshooting
)خاصة أن بعض الأجهزة تكون في أماكن قد يعتذر الوصول إليها في أي وقت. لهذا السبب معظم الشبكات الحالية يتم تركيبها باستخدام تشكيل النجمة بدلا منه.
إذا تعطل جهازاً واحداً أو أن النهايات (Terminator) لم يتم إقفالها بصورة صحيحة أو تم قطع الكيبل فان الشبكة كلها سوف تتعطل (الحاسبات سوف تعمل محليا ولكن لاتستطيع أن ترسل إلى حاسب آلي آخر)
هناك حد أقصى من الأجهزة التي يمكن ربطها بالكيبل ولايمكن تجاوزه، وذلك بسبب تسرب جزء من التيار الكهربائي في كل وصلة من نوع T(Max no. of Taps
)وبالتالي إذا ما تم ربط هذا العدد ودعت الحاجة إلى ربط جهاز جديد فيجب تقسيم الشبكة إلى قسمين ومن ثم ربط هذين القسمين.
- هناك جهاز حاسب آلي واحد يمكنه الإرسال في أي لحظة وبالتالي كلما زاد عدد الأجهزة المربوطة على الكيبل كلما تأثر أداء الشبكة.

## تشكيل النجمة Star Topology
يستخدم تشكيل النجمة جهازاً مركزيا (Central Device)يسمى Hubحيث يكون هناك كيبل مباشر منه إلى كل جهاز حاسب آلي.ممكن أن يكون الكيبل كيبلا محوريا أو كيبلا مجدولا أو أليافا بصرية. تنتقلالإشارة الكهربائية أو الضوئية من الحاسب الآلي المرسل إلى الجهز المركزي الذي يقوم بدوره ببثها إلى جميع الأجهزة الأخرى المربوطة (Broadcasting)أو إلى جهاز محدد حسب طبيعة عمل هذا الجهاز. نشأت فكرة هذا النوع من تشكيلات الكيبل من الحاسبات الكبيرة (Mainframes).الشكل رقم (4.11) يوضح هذا النوع من تشكيلات الكيبل.
- من أهم مميزاته سهولة تحديد وتتبع الأخطاء حيث هناك كيبلا مباشراً ما بين أي جهاز حاسب آلي والجهاز المركزي. إذا تعطل جهاز واحد أو أن الكيبل المربوط فيه قد انقطع فإن ذلك لا يؤثرعلى عمل بقية الأجهزة. إن إضافة جهاز حاسب آلي جديد أو إزالة حاسب آلي موجود أو تغيير مكان جهاز حاسب آلي مربوط (Reconfiguration Process) تعتبر عملية سهلة جدا.

من سلبياته أنه يحتاج إلى كمية كبيرة من الأسلاك خاصة في البيئات الكبيرة التي تحتاج إلى حاسبات آلية في أماكن متباعدةـ بالإضافة لكونه صعب التركيب خاصة في البنايات غير المجهزة بأرفف لوضع الأسلاك فيها. أي عطل في الجهاز المركزي سوف يعطل الشبكة كلها.

## تشكيل الحلقة Ring Topology
عبارة عن تشكيل دائري مغلق بحيث يوجد كيبل مباشر من كل جهاز إلى الجهاز الذي يليه في الحلقة.كل جهاز بالحلقة عن طريق فتحة للإرسال (Transmitter) وأخرى للاستقبال (Repeated).تنتقل الإشارة الكهربائية من جهاز إلى الجهاز الذي يليه باتجاه واحد مع أو عكس اتجاه عقارب الساعة. في كل جهاز يتم تضخيم (Repeated) الإشارة قبل إرسالها مرة أخرى (Active Bus) وبالتالي يمكن أن يغطي التشكيل مساحة جغرافية كبيرة.الشكل رقم (4.12) يوضح النوع.
من أهم مميزاته سهولة تحديد وتتبع الأخطاء حيث هناك كيبل مباشر ما بين أي جهاز حاسب آلي وجهاز آلي آخر. إذا تعطل جهاز واحد فانه لايؤثر على عمل بقية الأجهزة إذا تم استخدام تقنيات خاصة. يغطي مساحة جغرافية واسعة حيث يتم تضخيم الإشارة بعد خروجها من أي جهاز على الشبكة.
أما عيوبه، إلى حد ما هناك صعوبة في التركيب يجب أن تكون الحلقة مغلقة وبالتالي يحتاج إلى كمية أكبر من الكيابل مقارنة بتشكيل القافلة. أي عطل في الحلقة أو في أي جهاز حاسب آلي سوف يؤدي إلى عطل الشبكة كلها.لحل هذه المشكلة يمكن استخدام حلقتين في نفس الوقت أو استخدام التشكيل الحلقي على شكل نجمة. إن إضافة جهاز حاسب آلي أو إزالة حاسب آلي موجود أو تغيير مكان جهاز حاسب آلي مربوط (Reconfiguration Process) سوف تحتاج إلى إغلاق الشبكة (Shutdown) أولا ومن ثم عمل هذه التعديلات وأخيراً تشغيل الشبكة مرة أخرى.

## تغيرات في تشكيلات الكيبل الأساسية
معظم التشكيلات المستخدمة في الوقت الحالي هي تعديلات تم وضعها على الأنواع الأساسية لتشكيل الكيبل للاستفادة من المميزات التي يقدمها كل نوع.من هذه التغييرات الأنواع التالية:

## التشكيل النجمي على شكل قافلة Star Bus
-	في هذا النوع يتم توصيل أجهزة الحسابات الآلية على شكل نجمة (Physically Star) باستخدام جهاز مركزي يسمى (Hub).يقوم الجهاز المرسل بإرسال البيانات إلى الجهاز مركزي الذي يقوم بدوره ببثها (Broadcasting) إلى جميع أجهزة الحاسب لآلي المربوطة فيه وبالتالي هي تعمل كأنها تشكيل القافلة (Logically Bus).إذا كان هناك عطل في أي جهاز حاسب آلي أو أن الكيبل المربوطة فيه قد انقطع فإن ذلك لايؤثر على عمل بقية الأجهزة في الشبكة.إذا كان هناك عطل في الموزع.فإن جميع الأجهزة سوف تتعطل.عند حاجة لربط عدد كبير من أجهزة الحاسب الآلي يمكن ربط عدة موزعات (Hub)على شكل التالي

## التشكيل النجمي الحلقي Star Ring
تسمى أحيانا Star Wired Ring.في هذا النوع يتم توصيل اجهرة الحسابات الالية على شكل نجمة {}باستخدام جهاز مركزي يسما الموزع () يقوم الجهاز المرسل بارسال البيانات إلى الجهاز المركزي الذي يقوم بدوره بتوصيل الكيابل القادمة من اجهزة الحاسب الالي على شكل حلقة حيث تمر البيانات من جهز حاسب الي إلى الذي يليه كما هم موضح في الشكال
هذا التشكيل يعتبر أكثر موثوقية من التشكيل الحلقي حيث يتيح إمكانية تحريك أي جهاز من الشبكة بدون إغلاق الشبكة.لاحظ أن الإشارة تنتقل من الجهاز المرسل إلى الجهاز المركزي الذي بدوره ينقلها إلى الجهاز التالي إلى أن تصل إلى محطتها النهائية.

## أهم التقنيات والبروتوكولات العاملة في الطبقة المادية
هناك عدد من التقنيات التي تعتبر التطبيق العملي لوظائف الطبقة المادية.جميع الوظائف التي تم شرحها في هذه الوحدة يتم تطبيقها داخل التقنيات التالية باستخدام برمجيات ودوائر إلكترونية معينة:
- جهاز المودم Modem يعمل في الطبقة المادية فقط
- جهاز المعيد Repeatersيعمل في الطبقة المادية
- كرت الشبكة (NIC)Network Interface Card يعمل في الطبقة المادية وطبقة الربط
- جهاز الموزع الذكي Intelligent or Switched Hubs يعمل في الطبقة المادية وطبقة الربط
- جهاز الجسر Bridges يعمل في الطبقة المادية وطبقة الربط
- جهاز التوجيه Routers يعمل في الطبقة المادية وطبقة الربط وطبقة الشبكة